# Aenus (Thracië)
Aenus (Oudgrieks: Αἶνος) was een oude Thracische polis aan de monding van de Hebrus, van Aeolische oorsprong.
Het was later een Romeinse vrijstad met bloeiende handel (huidige Enez). Bij Vergilius is zij door Aeneas gesticht.

## Referentie
- art. Aenus, in F. Lübker - trad. ed. J.D. Van Hoëvell, Classisch Woordenboek van Kunsten en Wetenschappen, Rotterdam, 1857, p. 21.